# Slow Scan Television

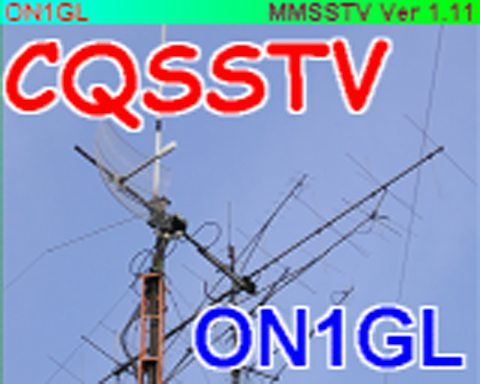
Signal einer belgischen Amateurfunkstation in der Betriebsart SSTV

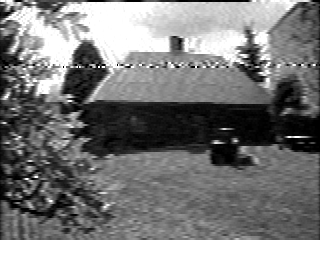
SSTV (B/W 8)

Slow Scan Television (SSTV) ist eine analoge Betriebsart im Amateurfunkdienst und dient der Übertragung von Standbildern.

## Funktionsweise
Die Übertragungsgeschwindigkeit von Amateurfunk-Fax ist bei großer Auflösung doch recht gering, so dass Copthorne Macdonald 1958 in den USA ein Verfahren entwickelte, um Bilder schneller zu übertragen. Im Deutschen wird SSTV Schmalband-Fernsehen genannt und kann in einer Minute z. B. mehrere Schwarz-Weiß-Bilder übertragen. Das ist ziemlich einfach, man benötigt nur eine Video-Kamera und einen Speicherkonverter oder ein entsprechendes PC-Programm, welches die Videosignale in zur Helligkeit analoge Töne umwandelt, welche dann auf den Sender gegeben werden. Bei dem Empfänger werden diese Signale einfach zurückgewandelt und als Standbild auf einem Monitor sichtbar gemacht.
Bei der analogen Betriebsart SSTV wird das Bild zeilenweise abgetastet. Die Helligkeit steuert die Frequenz eines NF-Generators. Dabei entspricht 1500 Hz schwarz und 2300 Hz weiß. Die Abtastung in Sender und Empfänger wird durch ein 1200-Hz-Taktsignal synchronisiert.
Der deutsche SSTV-Pionier Volker Wraase, DL2RZ, entwickelte ein zeilensequentielles Farbbild-Verfahren, das in abgewandelter Form den heute allgemein üblichen Übertragungsstandard repräsentiert. Hier wird das Bild in drei Farbauszüge zerlegt, die zeilenweise in der Folge Rot, Grün, Blau gesendet werden. Der heute maßgebliche Übertragungsstandard stützt sich auf die Entwicklung von Martin Emmerson, G3OQD. Die Übertragung eines „Martin-1“-Bildes dauert 114 Sekunden und stellt einen guten Kompromiss zwischen Übertragungszeit und Auflösung dar.
SSTV ist die schmalbandige Vorstufe zum breitbandigen Amateurfunk-Fernsehen (über 7 MHz Bandbreite). SSTV besitzt eine dem Sprachkanal angepasste Bandbreite (unter 3 kHz) und ist geeignet, um auf Kurzwelle Bilder zu versenden. Aber auch auf den UKW-Bändern gibt es Treff-Frequenzen zum Bildaustausch, und spezielle SSTV-Relais geben ein eingespeichertes Bild nach kurzer Pause auf der gleichen Frequenz wieder aus (z. B. zur Qualitätskontrolle). SSTV kann auch mit Hilfe von Computer-Soundkarten und Spezialprogrammen (z. B. JVComm von Eberhard Backeshoff, DK8JV) im PC betrieben werden.
SSTV-Bilder werden gelegentlich – meist zu Jubiläumsfeierlichkeiten – auch von der Internationalen Raumstation aus übertragen. Der Empfang ist auch über einen DVB-T-Stick in Verbindung mit entsprechender Software möglich.
Erst seit kürzerer Zeit gibt es auch digitale Nachfolger für SSTV im Amateurfunk. Hier erfolgt die Abtastung im PC nicht in Echtzeit, aber dafür mit hoher Fehlersicherheit. Ein Programm, das diese Sache nutzbar macht, ist beispielsweise DIGTRX. Damit lassen sich neben Bild- auch Text-Dateien übertragen, die als Sound im Sprachkanal übertragen werden. Dies funktioniert sogar bei Akustikkopplung (Mikrofon an den Lautsprecher halten). Diese neuen digitalen Datenübertragungsbetriebsarten wie auch MFSK, HamDREAM und MT63 sind nicht kompatibel zur analogen SSTV-Modulation.

## Klangbeispiele
Das Wikipedia-Logo in Slow Scan Televisionⓘ (M1-Verfahren, 1:59 min, 736 kB, OggVorbis)

## Frequenzen
In den Bandplänen sind für SSTV im Amateurfunk folgende Simplex-Frequenzen vorgesehen:
| 80 m              | Mode |
| ----------------- | ---- |
| 3725–3740 kHz     | LSB  |
| 40 m              | Mode |
| 7050- 7060 kHz    | LSB  |
| 20 m              | Mode |
| 14,225–14,235 MHz | USB  |
| 15 m              | Mode |
| 21,335–21,345 MHz | USB  |
| 10 m              | Mode |
| 28,675–28,685 MHz | USB  |
| 2 m               | Mode |
| 144,500 MHz       | USB  |
| 70 cm             | Mode |
| 432,500 MHz       | USB  |
| 23 cm             | Mode |
| 1.296,500 MHz     | USB  |

Im CB-Funk werden folgende Frequenzen benutzt:
| 11 m                   | Mode   |
| ---------------------- | ------ |
| 27,235 MHz (24)        | FM/USB |
| 27,305 MHz (30 für DX) | FM     |